# Fluorovodikova kislina
Fluorovodikova kislina je vodna raztopina vodikovega fluorida (HF). Je izhodna surovina za elementarni fluor in skoraj vse fluorove spojine, vključno s farmacevtskimi proizvodi, na primer antidepresivom fluoksetinom (Prozac), in teflonom. Fluorovodikova kislina je zelo korozivna brezbarvna tekočina, brezbarvna in jedko kadeča kapljevina, ki ima zelo oster vonj. V zraku tvori goste bele oblake pare.
Raztaplja številne snovi, posebno okside, in celo steklo. Po tem je bila znana že v 17. stoletju, še preden jo je leta 1771 v večjih količinah proizvedel Carl Wilhelm Scheele. Kislina se mora zato hraniti v plastičnih posodah.
Vodikov fluorid je močan strup, ki takoj in za vedno poškoduje pljuča in očesno roženico. Vodne raztopine so kontakten strup z globokim delovanjem, ki na začetku povzroči nebolečo opeklino in zatem odmiranje tkiva. Zaradi motenja presnove kalcija lahko koncentrirana kislina že pri opeklinah, manjših od 160 cm2, povzroči sistemsko zastrupitev in morebiten zastoj srca s smrtnim izidom. Tako tekočina kot para lahko povzročita hude opekline na vseh delih telesa. Specialistično zdravljenje je treba za vse vrste izpostavljenosti.
Shranjena mora biti v hladnem dobro prezračenem prostoru v kovinskih posodah ali cisternah.

## Ukrepi za prvo pomoč
Vdihavanje
Blaga izpostavljenost lahko draži nos, grlo in dihala, pojav simptomov se lahko odloži za več ur. Huda izpostavljenost lahko povzroči opekline nosu in žrela, vnetje pljuč in pljučni edem (tekočina v pljučih). Tudi drugi toksični učinki, vključno z hipokalciemijo (pomanjkanje kalcija v telesu), če ni ustrezno zdravljen, lahko povzroči smrt.
Osebo, ki je vdihovala fluorovodikovo kislino, je treba odnesti na svež zrak. Žrtev naj leži tiho in naj bo pokrita z odejo. Poklicati je treba zdravniško pomoč. Če se dihanje ustavi, se takoj prične z dajanjam umetnega dihanja. Umetno dihanje dajemo toliko časa dokler žrtev ne zadiha ali do prihoda zdravnika. Žrtev mora pregledati zdravnik in jo poslati na opazovanje za najmanj 24 ur.
Zaužitje
Lahko povzroči hude opekline v ustih, žrelu in želodcu in je lahko usodna tudi v majhnih količinah. Učinki stika z razredčeno kislino ali hlapi se lahko pojavijo tudi kasneje. Simptomi lahko vključujejo bolečino, pordelost kože in morebitno uničenje tkiva.
Ob zaužitju je treba piti velike količine vode ali mleka, ne smemo izvati bruhanja.
Potrebna je takojšna zdravniška pomoč.
Stik s kožo in očmi
Stik s kožo tako tekočine kot pare lahko povzroči hude opekline, ki pa niso takoj vidne in boleče. Kislina prodre v kožo in napade tkivo. Stik z očmi lahko povzroči draženje ali opeklino roženice.
Osebo ki je prišla v stik s kislino takoj odnesemo iz kontaminiranega območja in speremo požgana območja kože z veliko vode najmanj 15 minut. Odstraniti je treba vso onesnaženo obleko.
Če so v stik prišle tudi oči jih spiramo vsaj 15 minut z obilnimi količinami vode, ohranjamo veke narazen, takoj pokličemo zdravniško pomoč, po možnosti očesnega specialista.

## Ukrepi ob požaru
Obvezno nositi zaščitni dihalni aparat in polna kemična oblačila, z razpršenim curkom hladiti zabojnike. Fluorovodikova kislina je negorljiva.

## Ukrepi ob nezgodnih izpustih
Spoštovati varnostne ukrepe iz drugih področij, ki se nanašajo na zdravju nevarne lastnosti, zaščito pri dihanju, prezračevanje in na osebno varovalno opremo. Zaščitimo se pred stikom tekočine z očmi in kožo z zaščitno opremo.